# 한중대학교
한중대학교(韓中大學校, Hanzhong University)는 강원도 동해시에 있었던 폐교한 사립 대학이다. 2018년 2월 28일에 교육부에 의해 강제 폐교되었다.
동해광희중학교와 동해광희고등학교를 운영하는 학교법인 광희학원이 1989년 11월 3일 설립 계획을 승인받아 1991년 11월 30일에 동해전문대학으로 개교했다. 1999년 12월 17일 4년제 대학교로 학제를 개편하면서 동해대학교가 되었으며, 2005년 7월 6일에 대한민국의 중국 전문가를 육성한다는 취지에서 한중대학교로 교명을 변경했다. 2018년 2월 28일 자로 27년만에 폐업했다.

## 연혁
- 1961년 11월 12일 : 광희실업공민학교 설립
- 1967년 9월 25일 : 학교법인 광희학원 설립
- 1992년 3월 12일 : 동해전문대학 개교
- 1998년 5월 1일 : 동해대학으로 교명 변경
- 1999년 12월 17일 : 동해대학교(4년제)로 학제 개편
- 2002년 1월 9일 : 도서관 준공
- 2002년 2월 28일 : 간호학과동 준공
- 2005년 7월 6일 : 한중대학교로 교명 변경
- 2012년 : 교육과학기술부 선정 정부재정지원제한대학[2]
- 2013년 : 교육부 선정 정부재정지원제한대학 및 경영부실대학[3]
- 2014년 : 교육부 선정 정부재정지원제한대학 및 경영부실대학[4]
- 2015년 : 교육부 대학구조개혁평가 결과 E등급[5]
- 2016년 : 교육부 대학구조개혁평가 결과 E등급[6]
- 2017년 : 교육부 대학구조개혁평가 2차년도 이행점검 결과 재정지원 전면 제한[7]
- 2018년 2월 28일 : 교육부에 의해 강제 폐교[8]

## 폐교
학교 설립자인 홍의표 전 총장이 막대한 학교 자금을 빼내 불법으로 전용, 244억원 상당의 교비를 횡령한 점, 불법적으로 사용된 교비 회수를 거부한 점으로 학교 정상화에 어려움을 겪었다. 결국 정부에서 관선이사(총장)을 파견해서 정상화에 노력을 가했다.
수년간 신입생 충원 부진으로 고사위기에 놓인 한중대가 2008년도 신입생 충원율이 65.6%에 달하는 등 회생의 기미를 보이다가, 2014년 종합대에 파견된 관선이사 및 총장 등이 임기를 마치고 사퇴 후, 총장직무대행 체제로 운영되는 등 잦은 수장의 교체로 대학 정상화에 어려움을 겪었다. 결국 2015년에 시작된 대학기본역량진단에서 재정지원제한대학으로 선정되었다. 교육부는 한중대학교의 학교 설립자인 홍 전 총장이 막대한 학교 자금을 빼내 불법으로 전용, 244억원 상당의 교비를 횡령한 점, 불법적으로 사용된 교비 회수를 거부한 점, 330억원 상당에 달하는 교직원의 임금을 체불한 점, 대학교가 모집한 학생 수가 부족한 점을 문제삼았다.
2017년 8월 23일 교육부는 2018년 2월을 기해 한중대학교를 폐교한다고 밝혔고, 2018년 2월 28일에 끝내 폐교되었다.

### 경과
강원도 동해시의 유일한 고등교육기관이었던 한중대학교가 폐교되자, 인근 상인 등 지역사회의 경제에 악영향을 미치고 있는 것으로 드러났다.
학생의 특별 편입의 경우, 비교적 가까운 지역의 대학 대부분이 전형을 진행했다. 다만, 강원대학교의 경우, 신입학생 충원율이 낮은 삼척(도계)캠퍼스에 한해 실시되었으며, 춘천캠퍼스는 학생을 받지 않은 것으로 알려졌다. 강릉원주대학교의 경우, 일부 단과대학은 학생 수준 정도를 들어 거절했으며 신입학 총원의 20% 선에서 전형을 진행하였다. 한림대학교의 역시, 대부분의 단과대학이 학생 수준 정도를 들어 거절했으며, 체육학과 학생에 한해서만 특별편입 절차를 진행했다. 이 외, 가톨릭관동대학교, 경동대학교, 상지대학교 등 강원 지역 학교가 전형을 진행했지만, 연세대학교 미래캠퍼스 등은 특별편입 전형을 진행하지 않은 것으로 알려졌다. 한편, 비 강원권 대학인 동양대학교, 세명대학교, 유원대학교 등도 전형을 실시한 것으로 알려졌고, 한중대학교 체육부를 대상으로 고려대학교와 성균관대학교 등이 특별편입 전형을 실시하였다.